# Ruta Provincial E 59 (Córdoba)
La Ruta Provincial E-59 es una vía de acceso a la ciudad de Noetinger (Departamento Unión y Departamento Marcos Juárez), ubicada al Este de la localidad, cuyo derrotero es confuso respecto de los departamentos que recorre, ya que en la Reseña Histórica de la página oficial de la Municipalidad de Noetinger se informa que la localidad se encuentra dividida entre dos departamentos: Marcos Juárez al este y Unión al oeste, lo que llevaría a considerar el origen de la ruta en el primer departamento nombrado. Sin embargo, en la página oficial del Gobierno de la provincia de Córdoba, informa dos situaciones diferentes según se trate del área de estadística (que coincide con la Municipalidad de la localidad), o el área de vialidad que determina otra situación, lo que llevaría a pensar que la ruta se inicia en el departamento Unión. Más allá de esta diferencia, se establece con exactitud que el kilómetro cero de esta vía, se ubica sobre la  RP 2 , en el kilómetro 184, y finaliza su trayecto en el kilómetro 467 de la ruta  RN 1V09 .

## Recorrido
| CONTgq | ABZq+lr | CONTfq |

| RMCONTgq | SKRZ-Mo | RMCONTfq |

| CONTgq | ABZqlr | CONTfq |

## Nota
1. ↑   El kilometraje fue tomado del amojonado en ruta. En caso de ausencia de los mismos, se calculó según información disponible en Internet.